# بریجیت مارکوارت
بریجیت مارکوارت (به انگلیسی: Bridget Marquardt) زاده ۱۹۷۳ میلادی در اورگن امریکا و شخصیت تلویزیونی و مدل امریکایی است.

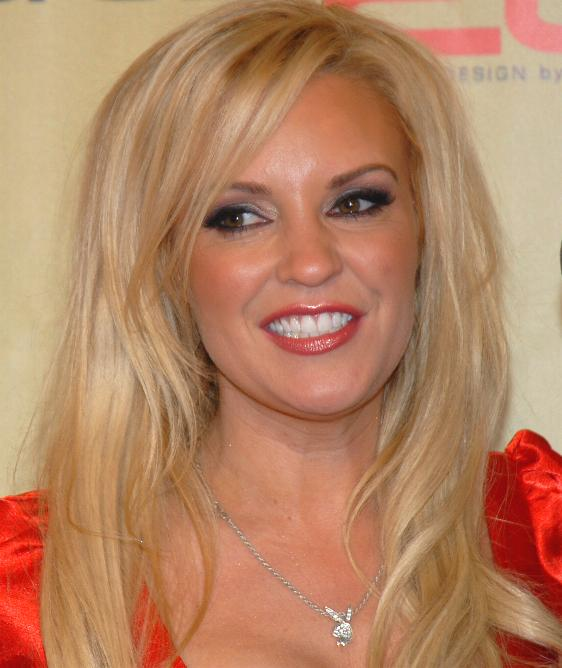
بریجیت لونبرگ